# 요사코이

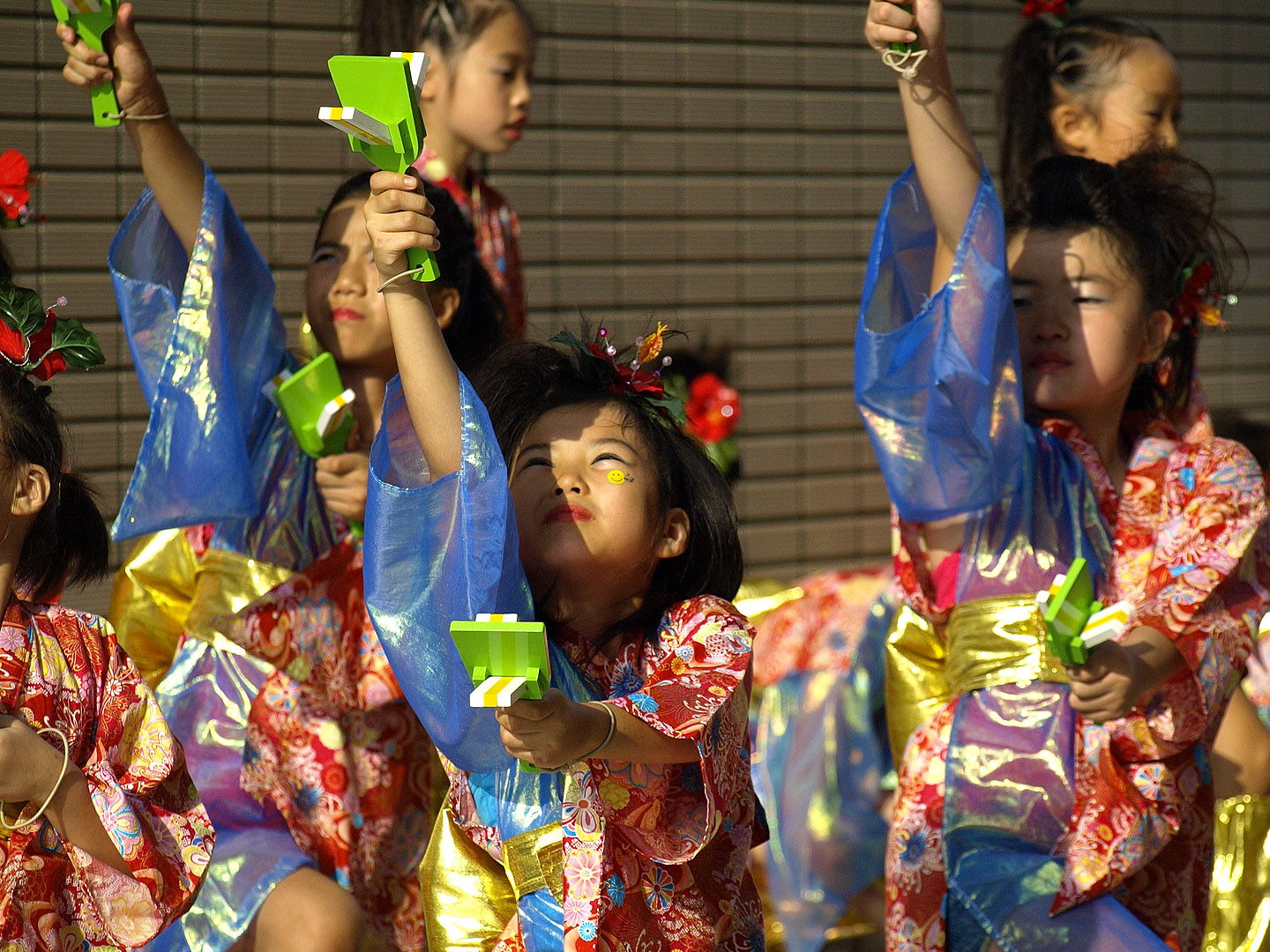

요사코이(일본어: よさこい)는 일본어의 요사리코이(일본어: 夜さり来い よさいこい[*])(밤에 오소서(夜にいらっしゃい))라는 고어가 변화한 말을 뜻한다. 또한 고치현의 민요인 요사코이 절(よさこい節)이나, 고치 현의 요사코이 마쓰리의 축약어를 뜻하기도 한다. 그 밖에, 고치 현의 요사코이 마쓰리의 형식을 도입한 각 지역의 마쓰리, 이벤트, 춤의 호칭으로서 요사코이라고 부르는 경우가 있다. 요사코이 절의 요사코이의 의미는 어느 설을 따르냐에 따라 해석이 갈린다.